# Macrocleptes
Macrocleptes is een kevergeslacht uit de familie van de boktorren (Cerambycidae). De wetenschappelijke naam van het geslacht werd voor het eerst geldig gepubliceerd in 1947 door Breuning.

## Soorten
Macrocleptes omvat de volgende soorten:
- Macrocleptes caledonicus Breuning, 1947
- Macrocleptes tuberculipennis Breuning, 1978